# Prix Femina Vacaresco
Pour les articles homonymes, voir Femina.
Le prix Femina Vacaresco est un prix littéraire créé par la poétesse roumaine Hélène Vacaresco. Il n'est plus décerné depuis 1999 après avoir été remplacé par le prix Femina essai

## Liste des lauréats du prix
- 1935 : Marguerite Teillard-Chambon
- 1937 : Rostopchine européen ou slave de Maurice de la Fuye[3]
- 1956 : Littérature et Sensation de Jean-Pierre Richard
- 1957 : Claude Roger-Marx (prix Femina Vacaresco pour la critique)[4]
- 1964 : Les “Pétroleuses” d'Édith Thomas[5]
- 1968 : Marguerite Yourcenar
- 1979 : Claude Vigée (prix Femina Vacaresco pour la critique)
- 1980 : Ex-Libris de Gérard Macé
- 1983 : Van Gogh ou l'Enterrement dans les blés de Viviane Forrester
- 1989 : De petits enfers Variés, de Christine Jordis
- 1994 : L'Écriture ou la Vie de Jorge Semprún
- 1997 : Le Tombeau de Bossuet de Michel Crépu